# 沙雷尔·菲克里
穆罕默德·沙雷尔·菲克里·本·穆赫德·法齐（1994年10月17日—）是一名马来西亚职业足球运动员，现效力于马来西亚足球超级联赛的森美兰足球俱乐部。同时也代表马来西亚国家足球队，司职边锋或前锋。

## 荣誉

### 俱乐部
霹雳U-21
- 马来西亚运动会金牌：2014年

霹雳州发展机构
- 马来西亚足总联赛亚军：2016年

### 国家队
马来西亚
- 东南亚足球锦标赛亚军：2018

### 个人
- 马来西亚足总年度最佳前锋：2017年